# Fado

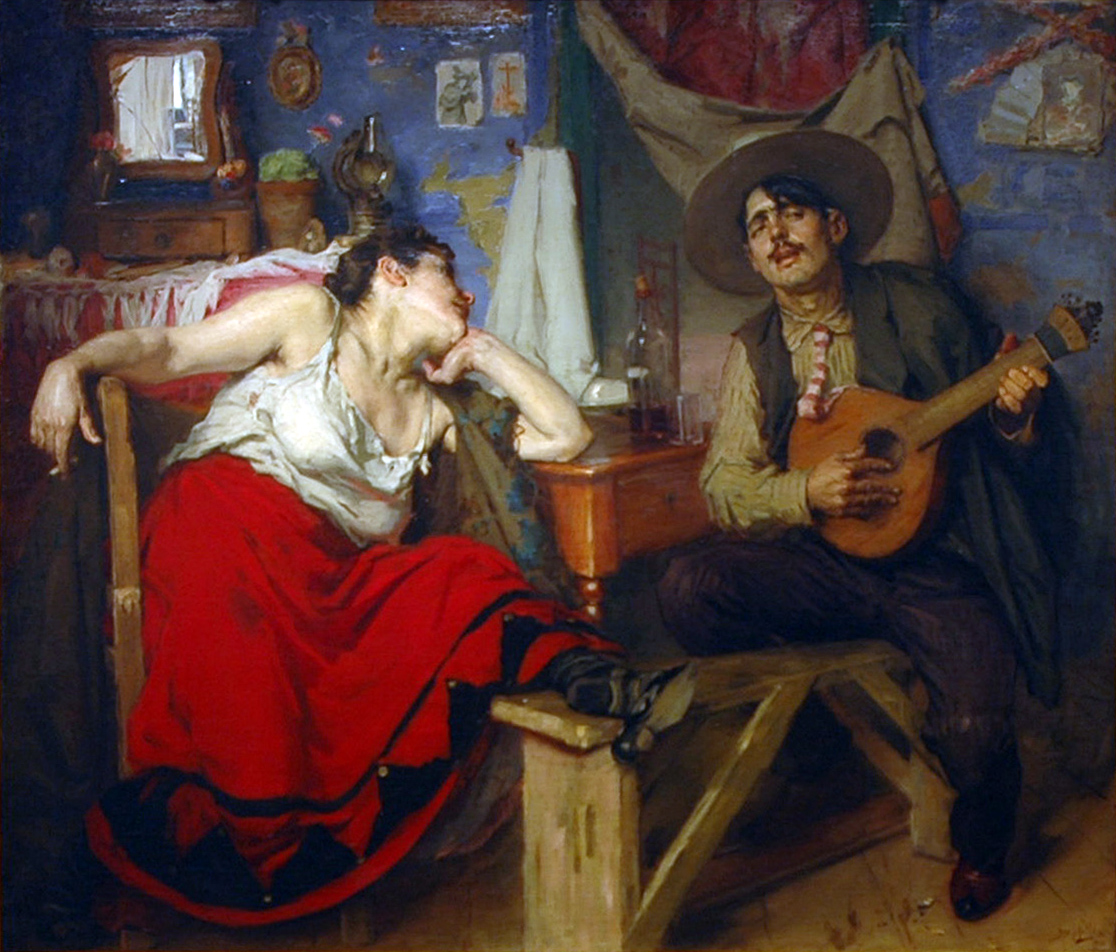
José Malhoa – Fado (1910)

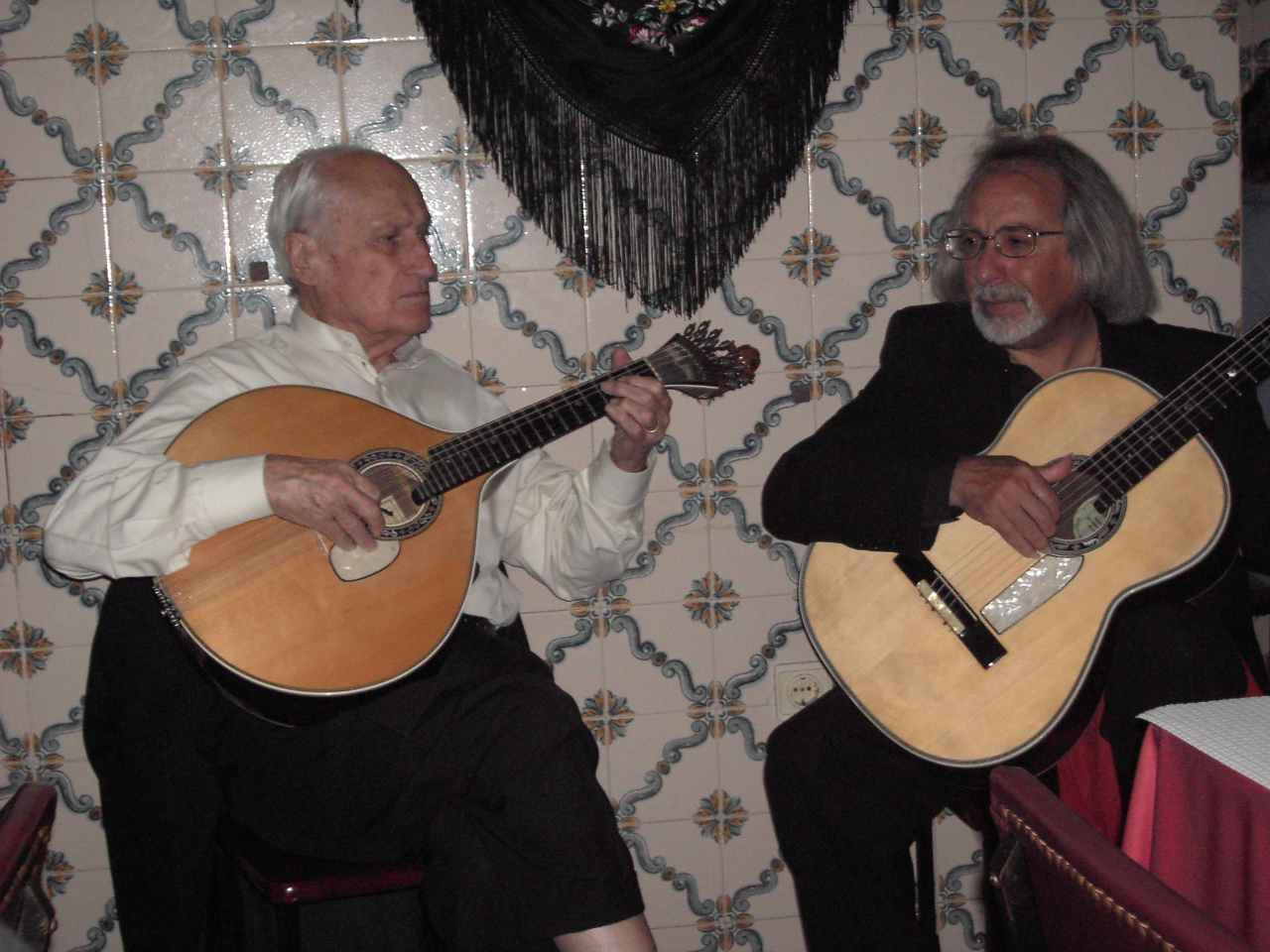
Klasyczny akompaniament pieśni fado; po lewej tzw. gitara portugalska (tradycyjnie 12-strunowa), na której odgrywana jest zwykle główna melodia utworu.

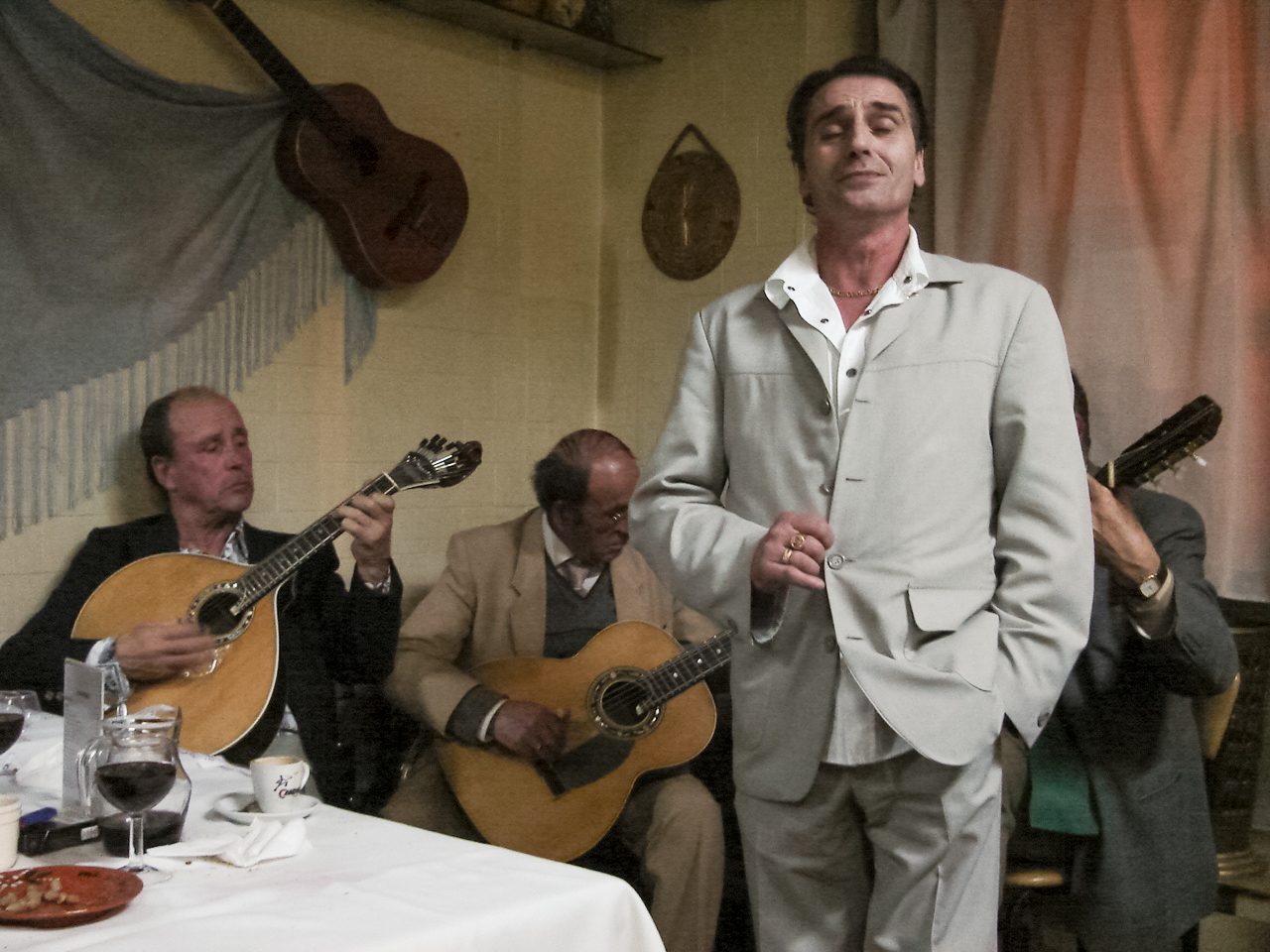
Koncert fado w Porto

Fado (tłum. los, przeznaczenie) – gatunek muzyczny powstały w XIX wieku w biednych dzielnicach portowych miast Portugalii, głównie w lizbońskich kwartałach Alfama i Mouraria. Fado to melancholijna pieśń, wykonywana przez jednego wokalistę przy akompaniamencie dwóch gitar. Nazywane jest czasami portugalskim bluesem.
Istnieją dwa podstawowe rodzaje klasycznego fado: fado z Lizbony (śpiewane zarówno przez mężczyzn jak i kobiety) i śpiewane wyłącznie przez mężczyzn fado z Coimbry.
Pierwszą udokumentowaną pieśniarką fado była Maria Severa, ale za największą pieśniarkę fado, uznawaną za królową, międzynarodowy symbol i wzorzec artysty tego gatunku, uważa się Amálię Rodrigues.
W latach dziewięćdziesiątych XX wieku fado zaczęło przeżywać swój renesans, głównie za sprawą pojawienia się na scenie nowego pokolenia artystów śpiewających zarówno klasyczne, jak i uwspółcześnione fado. Najważniejsi z nich to Dulce Pontes, Mariza, Mísia, Cristina Branco, Mafalda Arnauth, Carminho, Aldina Duarte, Camané, Paulo Bragança i Kátia Guerreiro. Niektórzy z nich są znani również za granicami swojego kraju: Mariza odnosi duże sukcesy w Wielkiej Brytanii, Dulce Pontes – w Hiszpanii, Cristina Branco – w Holandii, a Mísia – we Francji.
Fado pozostaje gatunkiem muzycznym uprawianym prawie wyłącznie w swojej ojczyźnie – Portugalii. Wyjątkiem jest Japonia, gdzie jest garstka artystów śpiewających fado po japońsku (chociaż należy zaznaczyć, że zdaniem purystów gatunkowych fado zaśpiewane w innym języku niż portugalski przestaje być fado). Innym wyjątkiem jest holenderska artystka Nynke Laverman, która, zainspirowana twórczością Cristiny Branco, nagrała płytę z utworami fado śpiewanymi w języku fryzyjskim.
27 listopada 2011 roku fado, jako styl popularnych pieśni został wpisany na listę niematerialnego dziedzictwa UNESCO.